# Viviers (Ardèche)
Viviers is een gemeente in het Franse departement Ardèche (regio Auvergne-Rhône-Alpes). De gemeente telde 3.659 inwoners op 1 januari 2022. De plaats maakt deel uit van het arrondissement Privas.
Viviers is een bisschopsstad en telt negen historische monumenten. Tijdens het ancien régime was Viviers de hoofdstad van de provincie Vivarais.

## Geschiedenis
Vivarium, afgeleid van de Latijnse naam voor een visvijver, was een nederzetting van de Helvii. Rond 475 werd Viviers de nieuwe hoofdstad van deze Gallo-Romeinse volksstam in plaats van Alba Helviorum en een bisschopzetel. Er ontstonden een lage en een hoge stad; deze laatste was een afgesloten geheel rond de primitieve kathedraal en een kanunnikenkwartier. In 1119 werd begonnen met de bouw van een nieuwe kathedraal. Tussen 1032 en 1308 hingen de stad en de provincie Vivarais af van het Heilige Roomse Rijk maar daarna werd het een onderdeel van Frankrijk. In de 14e eeuw werden de stadsmuren versterkt om roversbenden buiten te houden. De pest teisterde de stad.
De 15e eeuw bracht weer economische voorspoed en de stad breidde zich uit buiten de stadsmuren. Bisschop Claude de Tournon liet het koor van de kathedraal herbouwen in flamboyante gotiek. Rijke burgers lieten renaissancehuizen bouwen in de stad. In 1562 en 1567 werd de stad bezet door hugenoten onder leiding van Noël Albert, die een deel van de bovenstad vernielden. In de 18e eeuw werden een nieuw bisschoppelijk paleis en een priesterseminarie gebouwd, alsook burgerpaleizen (de hôtels Roqueplane, Beaulieu en Tourville).
In 1801 werd het bisdom Viviers afgeschaft maar in 1822 heropgericht. In de 19e eeuw kwam er industrie in de stad en rond 1900 werd de rivierhaven uitgebouwd.

## Geografie
De oppervlakte van Viviers bedroeg op 1 januari 2022 34,15 vierkante kilometer; de bevolkingsdichtheid was toen 107,1 inwoners per km².

De onderstaande kaart toont de ligging van Viviers met de belangrijkste infrastructuur en aangrenzende gemeenten.

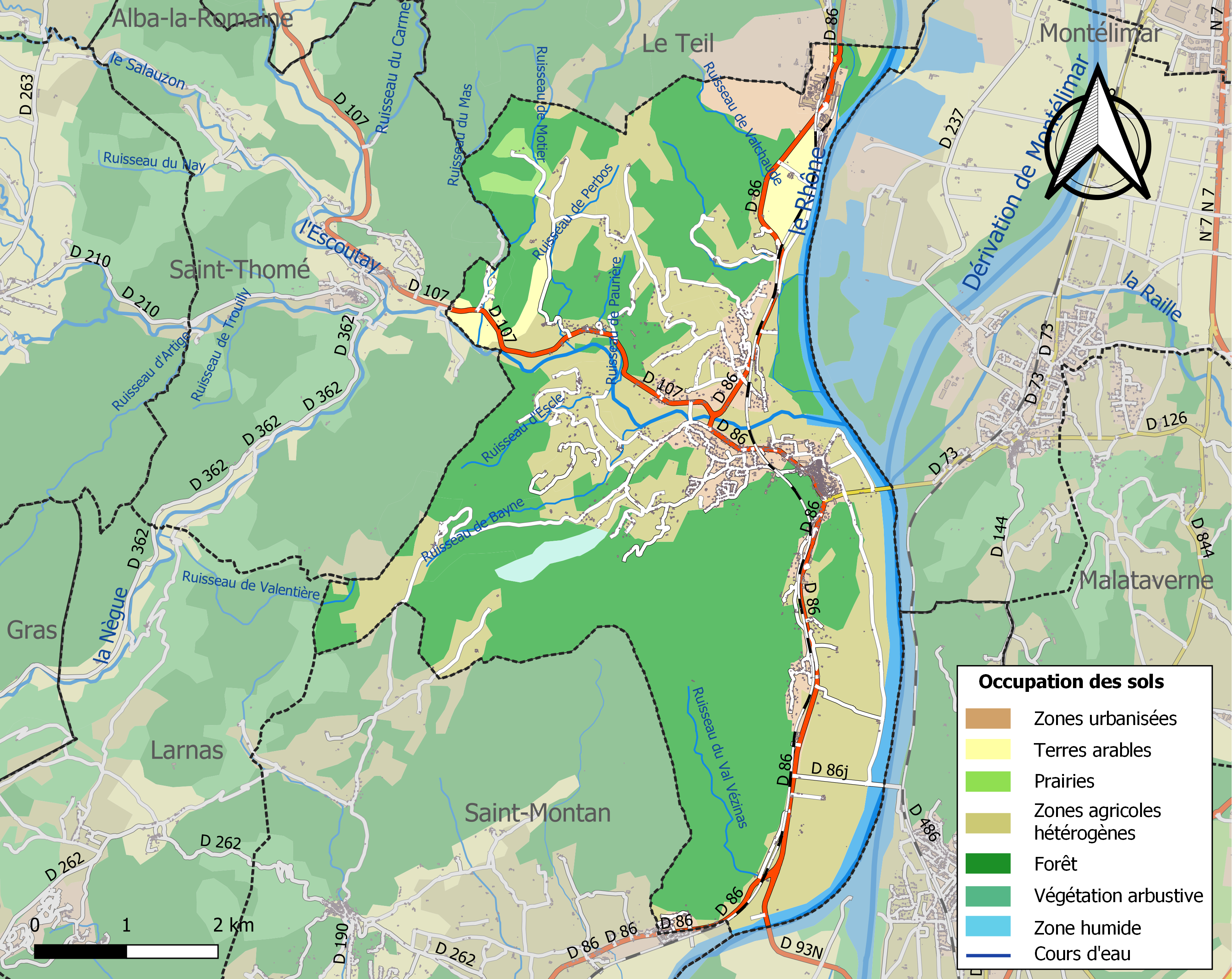

## Demografie
Onderstaande figuur toont het verloop van het inwonertal (bron: INSEE-tellingen).

Vanwege een beveiligingsprobleem met de MediaWiki Graph-software is het momenteel niet mogelijk deze grafiek weer te geven. Zodra de software is bijgewerkt zal de grafiek vanzelf weer zichtbaar worden.

## Afbeeldingen

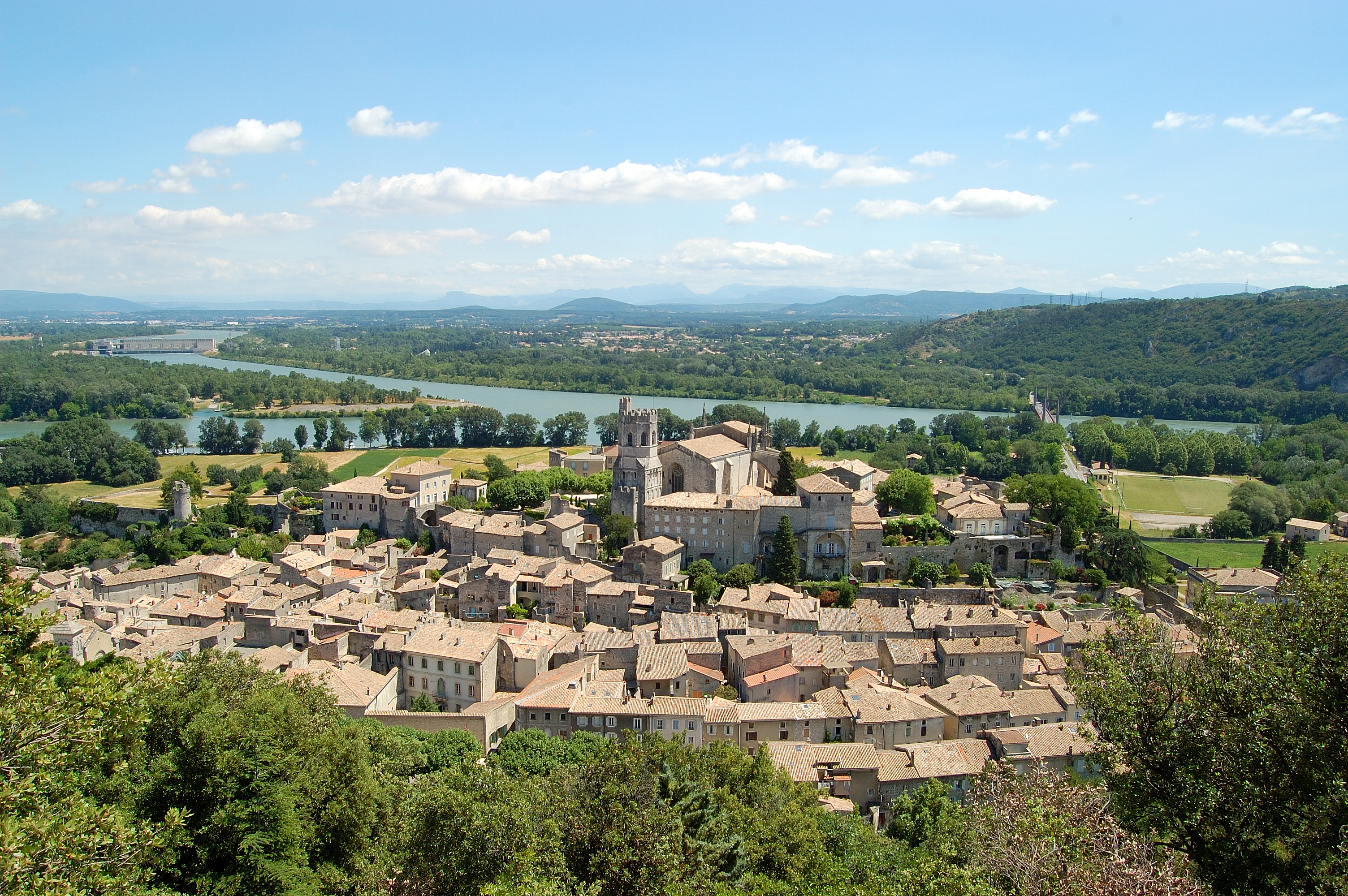
Gezicht op Viviers
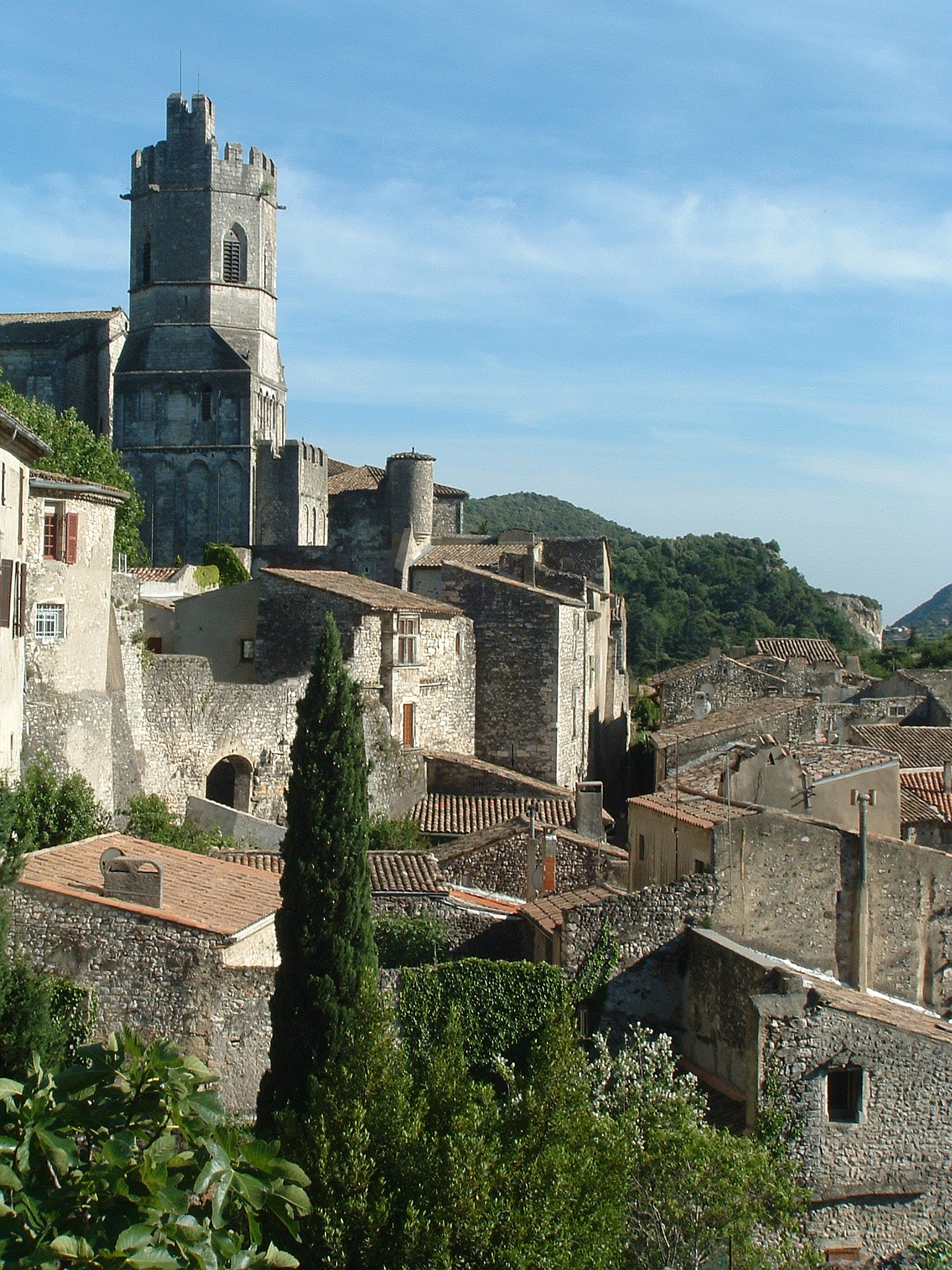
Centrum en kathedraal
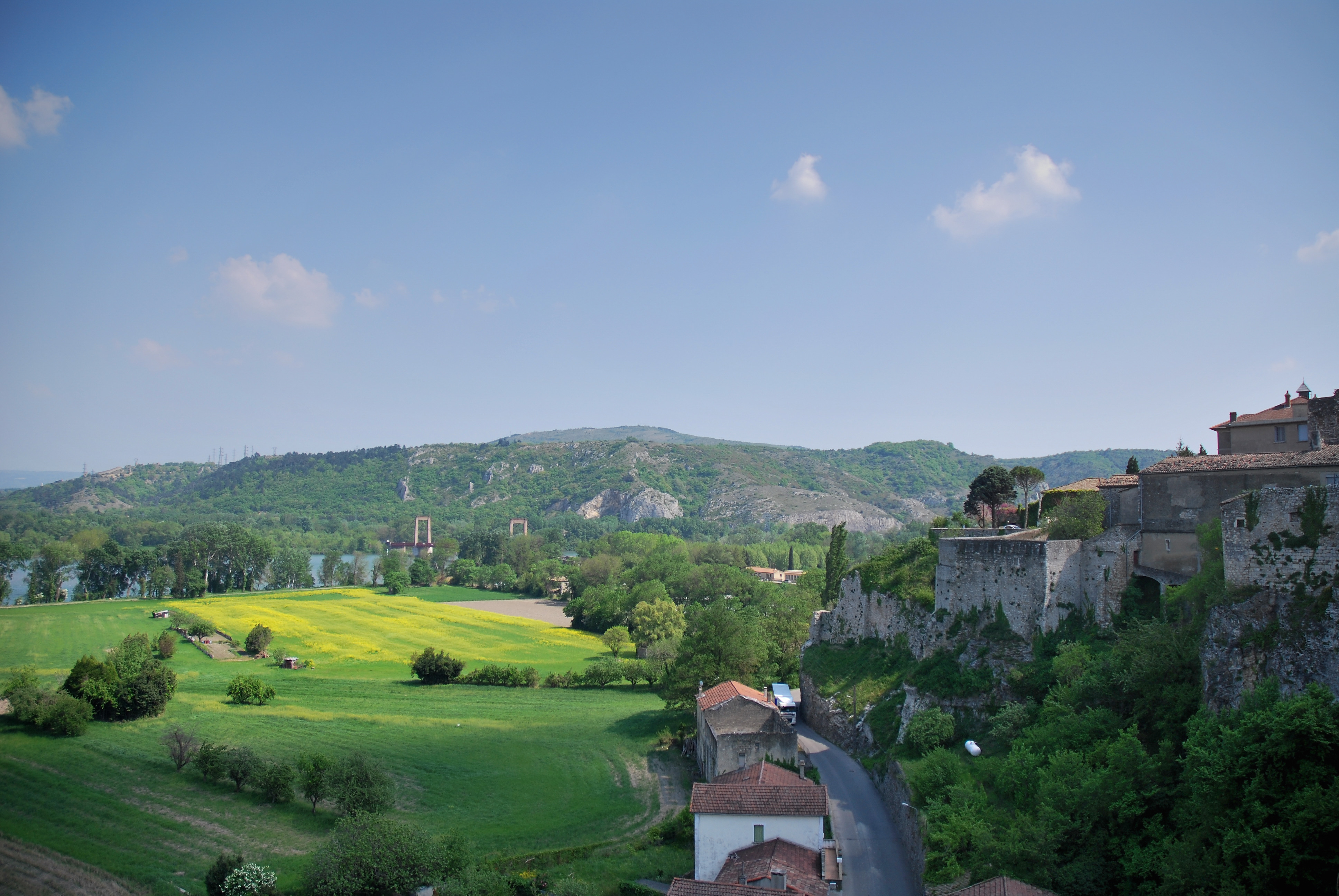
Gezicht op de Rhône vanaf de stadsmuren
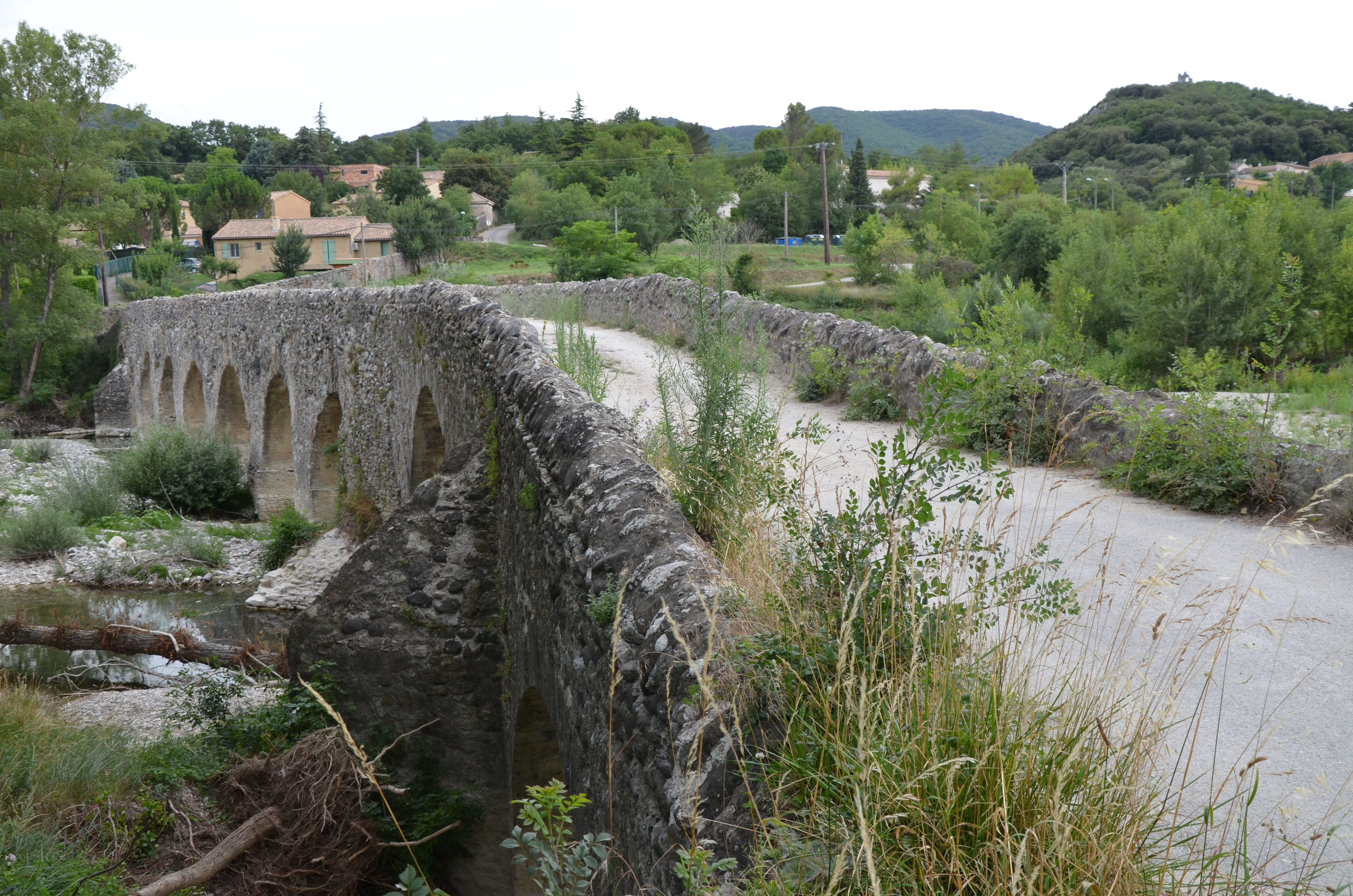
Romeinse brug